# 卡莉·洛伊
卡莉·劳埃德（英語：Carli Ellen Lloyd，1989年8月6日—），是一名美國女子排球運動員，司職二傳手。現效力於土超豪門伊薩奇巴希女排俱樂部。
在2011年開始成為美國國家女子排球隊一員，是隊中的二傅。劳埃德代表美國在2016年巴西奥林匹克运动会奪得銅牌。